# Liste von Flüchtlingslagern in Ruanda
Diese Liste von Flüchtlingslagern in Ruanda umfasst aktuell existierende Flüchtlingslager in Ruanda:
| Name      | Lage                                                 | Gründung               | Anzahl Flüchtlinge | Bild                                |
| --------- | ---------------------------------------------------- | ---------------------- | ------------------ | ----------------------------------- |
| Kigeme    | Distrikt Nyamagabe, Südprovinz (2,486° S, 29,524° O) | 2012 (Wiedereröffnung) | über 14.000        | weitere Bilder                      |
| Kiziba    | Distrikt Karongi, Westprovinz (2,133° S, 29,351° O)  | Dezember 1996          | etwa 16.000        | Flüchtlingslager Kiziba             |
| Mahama    | Distrikt Kirehe, Ostprovinz (2,302° S, 30,828° O)    | 2015                   | fast 60.000        | weitere Bilder                      |
| Mugombwa  | Distrikt Gisagara, Südprovinz (2,675° S, 29,850° O)  | 2012                   | über 11.000        | Kinder im Flüchtlingslager Mugombwa |
| Nyabiheke | Distrikt Gatsibo, Ostprovinz (1,597° S, 30,262° O)   | 2005                   | etwa 13.500        | Bild gesucht BW                     |